# Усман (имя)
Усма́н, Осма́н (араб. عثمان‎) — мужское имя арабского происхождения, этимология имени не ясна. По версии А. Гафурова имя Усман означает «костоправ», по версии Джанузакова — «героизм», «мужество».
Распространено у мусульман.

## Известные носители
- Усман ибн Аффан (574—656) — один из ближайших сподвижников Мухаммеда, третий Праведный халиф с 644 по 656 год
- Осман (Усман) I (1259—1324) — основатель Османской империи.
- Усман Насыр (1913—1944) — узбекский поэт, переводчик, драматург
- Усман Сембен (1923—2007) — сенегальский кинорежиссёр, сценарист, актёр, писатель и общественный деятель-коммунист
- Усман Мунцигов (1975—2010) — чеченский полевой командир, участник второй чеченской войны
- Усман Дабо (род. 1977) — французский футболист, опорный полузащитник
- Усман Барри (род. 1991) — гвинейский футболист
- Усман Дембеле — французский футболист
- Усман Камару — американский боец нигерийского происхождения, действующий чемпион UFC в полусреднем весе.

## Фамилии
- Усманов
- Османов